# Terraguelt
Terraguelt (em árabe: ترقالت) é uma comuna localizada na província de Souk Ahras, Argélia. De acordo com o censo de 2008, a população total da cidade era de 4 376 habitantes.